# Richard Long
För andra betydelser, se Richard Long (olika betydelser).
Richard Long, född 2 juni 1945 i Bristol i Storbritannien, är en brittisk konstnär mest känd för sina installationer, som han gör i naturen under långa vandringar, av material från naturen.

## Praktik och biografi
Richard Long utbildade sig vid konstskolan på University of the West of England 1962-1965 och vid St Martin’s School of Art and Design i London 1966-1968. Han brukar betecknas som en pionjär inom land art men menar själv att han inte ser sig som en land art-konstnär, utan känner mer släktskap med italienska Arte Povera och konceptuell konst. Redan som 18-åring 1967 när han gick på Saint Martin's School of Art vandrade han fram och tillbaka utefter en rak linje i en gräsmarken på engelska landsbygden, och fotograferade det spår han trampat upp. Verket betraktas idag som en milstolpe i samtida konst, och har drag av både performancekonst, måleri och skulptur. Med liknande installationer i naturen, vilka han skapade med stenar, pinnar, lera och vatten, under långa vandringar i bland annat Storbritannien, Kanada, Mongoliet, Bolivia, Anderna, Sahara, Australien, Island och Lappland, fick han sitt internationella genombrott. Formmässigt återkommer han ofta till den raka linje och cirkeln.
| ”              | Naturen har alltid varit föremål för konstnärlig verksamhet, från de första grottmålningarna till landskapsfotografin under 1900-talet. Jag ville som konstnär utnyttja landskapet på ett nytt sätt. Först började jag göra arbeten utomhus genom att använda gräs och vatten, och detta ledde till tanken att göra skulpturer genom att vandra. Detta var en rak i en äng, vilken också var min stig, en stig som inte ledde någonstans. I de följande tidiga karteringarna, där jag skrev ned mycket enkla men precisa vandringar på hedarna Exmoor och Dartmoor, var min avsikt att göra ny konst som också var en ny sorts vandring: att vandra som konst...vandring som konst beredde mig en enkel form för att utforska sammanhang mellan tid, avstånd, geografi och uppmätningar. Dessa vandringar är beskrivna i mina verk på det mest lämpliga sättett för varje särskild idé: ett fotografi, en karta eller en text. Alla dessa former föder fantasin. | „ |
| – Richard Long | |   |

Hans installationer gjorda i naturen presenteras genom kartor, text och fotografier som han tar själv, men vissa verk dokumenterar han inte över huvud taget. För gallerirummet gör han också installationer och stora målningar i lera ofta utförda med bara handen eller ett finger. Han menar att installationerna skapade under vandringarna är kärnan i hans konstnärskap och att dokumentationen och inomhusinstallationerna fungera som ett komplement och är ett sätt att presentera hans verk för en större publik.
Richard Long var Storbritanniens representant på Venedigbiennalen 1976 och mottog Turnerpriset 1989.

## Verk i urval
- Walking a line in Peru, 1972
- The stones ink slowly with the melting snow of summer. Along a four day walk in Norway, 1973
- A line in the Himalayas, 1975
- Throwing stones into a circle a six day walk in the Atlas Mountains Morocco, 1979
- A line and tracks in Bolivia, 1981
- Wind Stones; Long Pointed Stones; Scattered along a 15 day walk in Lappland 207 stones turned to point into the wind, 1985
- Where the walk meets the place a six day walk in the Hoggar The Sahara,1988
- Wind circle a southward walk of 220 miles in 14 days across the middle of Iceland, 1994
- Riverlines, 2006, permanenta installationen som mäter 11 x 15 meter, i stora hallen till Hearst Tower i New York.